# 9229 Matsuda
9229 Matsuda è un asteroide della fascia principale. Scoperto nel 1996, presenta un'orbita caratterizzata da un semiasse maggiore pari a 2,9127364 UA e da un'eccentricità di 0,0645848, inclinata di 1,05599° rispetto all'eclittica.